# 7grani
I 7grani sono un gruppo musicale italiano, attivo dal 2003, formato dai tre fratelli Settegrani, originari di Bizzarone: Fabrizio, Mauro e Flavio.

## Storia del gruppo
Il primo album della band è A spasso coi tempi, che però riceve in Italia critiche negative. La band sale invece alla ribalta l'anno seguente, quando, grazie a un'autopromozione via web, alcune canzoni tratte dall'album sono entrate in classifica o in rotazione radio in diversi stati esteri.
Nell'estate del 2012 sono autori del tormentone Liberalasedia, canzone scritta per chiedere le dimissioni di Roberto Formigoni da presidente della Regione Lombardia.
Nel 2013 pubblicano Neve diventeremo, un album dedicato alla memoria dell'Olocausto e della Resistenza, che contiene sia brani inediti, sia cover di canzoni già note come Auschwitz, La guerra di Piero e Gioia e rivoluzione, oltre all'omonimo singolo.

## Formazione
- Fabrizio Settegrani - voce, chitarra e tastiera
- Mauro Settegrani - chitarra
- Flavio Settegrani - basso

## Discografia

### Album
- 2006 - A spasso coi tempi
- 2011 - Di giorno e di notte
- 2013 - Neve diventeremo

### Singoli
- 2010 - Neve diventeremo
- 2010 - Faccia da sospetto
- 2012 - Liberalasedia
- 2012 - Caminante
- 2021 - Bietto Song (feat. Bietto)
- 2021 - 60 cent (feat. Ginghi Ginghi)